# 영인면
영인면(靈仁面)은 대한민국 충청남도 아산시에 있는 면이다. 아산이란 지명의 뿌리가 되는 아산리가 중심인 면이다.

## 연혁
- 삼한시대에는 마한의 염로국이었으며, 백제시대에는 아술현(牙述縣)이었다.
- 통일신라시대에는 음봉현(陰峰縣)으로 개정
- 고려시대초에는 인주(仁州)라 개정하였다가 1018년 현종 9년 아주(牙州)로 개정,
- 조선 태종 13년(1413년) 전국분할당시 아주(牙州)를 아산현(牙山縣)으로 개정함. <세종실록 149 : 10 나 지리지 아산현>
- 조선 고종 32년 1895년 5월 26일 아산현을 아산군(牙山郡)으로 개정
- 1914년 3월 1일 조선 총독부령 제 11호에 의거 아산군 중 현내면, 일북면, 이북면의 33개리를 13개리로 병합하여 영인면으로 개정
- 1914년 3월 1일 조선 총독부령 제11호에 의거 아산군, 신창군, 온양군 등 3개군이 통합된 통합군청이 영인면 아산리에 있다가 1922년 온양면 온천리로 이전하였다.
- 1941년 동헌(현재 영인초등학교 자리)에서 현재의 면 청사로 옮김(구청사)
- 1985년 구청사를 철거하고 신청사를 신축하여 현재에 이르고 있음.
- 2007년 9월 17일 : 월선리에서 도석골 일대를 월선3리로 분할[1]
- 2010년 1월 5일 : 신봉리에서 작은철봉 일대를 신봉4리로 분할[2]

## 행정 구역
| 법정리   | 행정리                             | 비고                         |
| -------- | ---------------------------------- | ---------------------------- |
| 구성리   | 구성1리, 구성2리, 구성3리          |                              |
| 백석포리 | 백석포1리, 백석포2리               |                              |
| 상성리   | 상성리                             |                              |
| 성내리   | 성내1리, 성내2리, 성내3리          |                              |
| 신봉리   | 신봉1리, 신봉2리, 신봉3리, 신봉4리 | 2010년 1월 5일 신봉4리 신설  |
| 신운리   | 신운1리, 신운2리, 신운3리          |                              |
| 신현리   | 신현리                             |                              |
| 신화리   | 신화1리, 신화2리, 신화3리          |                              |
| 아산리   | 아산1리, 아산2리, 아산3리          | 면행정복지센터 소재지        |
| 역리     | 역1리, 역2리                       |                              |
| 와우리   | 와우리                             |                              |
| 월선리   | 월선1리, 월선2리, 월선3리          | 2007년 9월 17일 월선3리 신설 |
| 창용리   | 창용1리, 창용2리, 창용3리, 창용4리 |                              |

## 교육
| 학교명         | 소재지                             | 비고        |
| -------------- | ---------------------------------- | ----------- |
| 영인초등학교   | 영인면 여민루길 20 (아산리)        |             |
| 신화초등학교   | 영인면 고룡산로 636 (신화리)       |             |
| 백석포초등학교 | 영인면 아산호로 229 (백석포리)     | 2007년 폐교 |
| 영인중학교     | 영인면 아산온천로3번길 17 (아산리) |             |

## 경제
- 동원홈푸드